# Pepelj
Pepelj (en serbe cyrillique : Пепељ) est un village de Serbie situé dans la municipalité de Bajina Bašta, district de Zlatibor. Au recensement de 2011, il comptait 154 habitants.

## Démographie
| 1948 | 1953 | 1961 | 1971 | 1981 | 1991 | 2002 | 2011 |
| ---- | ---- | ---- | ---- | ---- | ---- | ---- | ---- |
| 752  | 762  | 636  | 564  | 475  | 283  | 180  | 154  |

|  |